# حكومة كول الخامسة
أدت حكومة كول الخامسة بقيادة هلموت كول اليمين في 15 تشرين الثاني 1994 وأرست مهامها في 27 تشرين الأول 1998. تم تشكيل مجلس الوزراء بعد انتخابات 1994. وقد حددت وظيفتها بعد تشكيل حكومة شرودر الأولى، التي تم تشكيلها في أعقاب انتخابات عام 1998.

## التشكيل الوزاري
| الاسم                 | الصورة | الحزب | المنصب                                    |
| --------------------- | ------ | ----- | ----------------------------------------- |
| هلموت كول             |        | (CDU) | المستشار                                  |
| كلاوس كينكل           |        | (FDP) | نائب المستشار ووزير الخارجية              |
| فريدريش بول ‏          |        | (CDU) | وزير المهام الخاصة ورئيس المستشارية       |
| فولكر روهة ‏           |        | (CDU) | وزير الدفاع                               |
| مانفريد كانتر         |        | (CDU) | وزير الداخلية                             |
| تيو فايغل ‏            |        | (CSU) | وزير المالية                              |
| ادزارد شميدت يورتسيغ ‏ |        | (FDP) | وزير العدل                                |
| غونتر ريكسرود ‏        |        | (FDP) | وزير الاقتصاد                             |
| نوربرت بلوم           |        | (CDU) | وزير العمل والشؤون الاجتماعية             |
| يوخن بورشيرت          |        | (CDU) | وزير الأغذية والزراعة والغابات            |
| ماتياس فيسمان ‏        |        | (CDU) | وزير النقل                                |
| كلاوس توبفر           |        | (CDU) | وزير البناء                               |
| كلاوديا نولته         |        | (CDU) | وزيرة الأسرة وكبار السن والمرأة والشباب   |
| هورست زيهوفر          |        | (CSU) | وزير الصحة                                |
| يورغن روتجرز          |        | (CDU) | وزير التربية والعلوم والبحث والتكنولوجيا  |
| كارل ديتر شبرانغر ‏    |        | (CSU) | وزير التعاون الاقتصادي والتنمية           |
| أنغيلا ميركل          |        | (CDU) | وزير البيئة وحماية الطبيعة وأمن المفاعلات |
| فولفغانغ بوتش ‏        |        | (CSU) | وزير البريد والاتصالات                    |

تغير تكوين مجلس الوزراء ثلاث مرات:
- 17 كانون الثاني 1996 - إدغار شميدت-يورتسيغ (FDP) يخلف لويتهويزر-شنارينبيرغر كوزير للعدل
- 31 ديسمبر 1997 - أُلغيت وزارة البريد والاتصالات.
- 14 يناير 1998 - إدوارد أوزفالد يخلف توبفر كوزير للبناء.

## روابط خارجية
- مجلس الوزراء الألماني  (بالإنجليزية)
- الوزارات الاتحادية في ألمانيا (بالإنجليزية)